# Buksztel (przystanek kolejowy)
Buksztel - wąskotorowy kolejowy Przystanek osobowy w mieście Czarna Białostocka, w dzielnicy Buksztel; w województwie podlaskim, w Polsce. Znajduje się tu 1 peron.